# Antena de Oro 1995
La XXIII Edició dels Premis Antena de Oro, concedits en 1995 encara que corresponents a 1994, foren els següents:

## Televisió
- Fernando Ónega, per Entre hoy y mañana de Telecinco.
- José García Solano, realitzador de Televisió Espanyola.
- Miriam Díaz-Aroca, presentadora de Televisió Espanyola.
- Elisenda Roca, per Cifras y letras de Televisió Espanyola.
- Bartolomé Beltrán Pons, per En buenas manos, d'Antena 3 TV.
- Joaquín Martorell, per la originalitat de la programació especial d'Antena 3 TV.
- Ana Rosa Quintana, per “Veredicto”, de Telecinco.
- Telemadrid, pel programa Tele empleo.
- Elías Rodríguez Varela

## Ràdio
- José María García, per la seva tasca davant la programació esportiva de la Cadena COPE.
- Antonio San José, pel programa Edición de Tarde de Radio Nacional de España.
- Javier González Ferrari, per Hora 14, de la Cadena SER.
- Concha García Campoy, per Noches de Radio, d'Onda Cero.
- Eduardo García Serrano, per Sencillamente radio, de Radio Intercontinental.
- Miguel Ángel García Juez, per la seva trajectòria professional.
- Carlos Peñazola, por la seva tasca davant els informatius de Cadena Ibérica i el programa De Madrid al cielo, de Radio España.

## Altres
- Manuel Campo Vidal, per la seva contribució a l'auge dels canals privats de televisió com a director d'Antena 3 TV i Antena 3 Internacional.
- Emilio Azcárraga Jean, vicepresident de Televisa.
- Santiago Rascón, rector de la Universitat d'Oviedo.
- Cadena Radio Voz, per crear un centenar de llocs de treball.
- Manuel Chaves, president de la Junta d'Andalusia (menció especial)